# Wiebelsberg
Wiebelsbergist ein Gemeindeteil des Marktes Oberschwarzach im unterfränkischen Landkreis Schweinfurt in Bayern.

## Geografische Lage
Das Kirchdorf liegt im äußersten Norden des Oberschwarzacher Gemeindegebiets. Weiter nördlich beginnt das Stadtgebiet von Gerolzhofen, der Neue See liegt Wiebelsberg am nächsten. Im Osten beginnt das gemeindefreie Gebiet Stollbergerforst im Landkreis Schweinfurt. Südöstlich durch eine Straße mit Wiebelsberg verbunden, liegt Mutzenroth, während sich im Süden Düttingsfeld befindet. Im Westen beginnt das Gebiet der Gemeinde Lülsfeld, die Gemarkung von Schallfeld liegt Wiebelsberg am nächsten.

## Geschichte
Erstmals erwähnt wurde Wiebelsberg im 12. Jahrhundert. Der Ortsname, in der Urkunde „Wibilsberc“ genannt, kann als ‚Berg des Wibilo‘ gedeutet werden. Wahrscheinlich war Wibilo ein Adeliger, der die Siedlung während der fränkischen Kolonisation gründete. Im Jahr 1303 tauchte die Schreibform „Bibenberg“ auf. Lange Zeit war Wiebelsberg Teil der Herrschaft Stollberg, dort saßen die Toldir von Oberschwarzach. Von dem Edelsitz sind keine Überreste erkennbar.

## Baudenkmäler
Den Mittelpunkt des Dorfes bildet die katholische Filialkirche St. Bartholomäus. Sie entstand im Jahr 1924. Man betritt die Kirche durch eine kleine überdachte Vorhalle. Ein kleiner Dachreiter wurde dem Gotteshaus als Glockenturm aufgesetzt. Wesentlich älter als die Kirche ist die Ausstattung. Der Rokoko-Altar stammt aus der Zeit um 1760 und wurde mit einem Blatt verziert, das die Kreuzigung und Maria Magdalena zeigt. Daneben stehen einige Heiligenfiguren des Rokoko an den Wänden. Ein moderner Kreuzweg stammt von Gustl G. Kirchner aus Schweinfurt.
Neben einem großen Hofgut aus dem 18. Jahrhundert haben sich in Wiebelsberg einige Bildstöcke erhalten. Sie wurden auf den Fluren um das Dorf aufgestellt und zeugen von der Volksfrömmigkeit der Menschen. Der älteste mit der Darstellung der Kreuzigung Christi stammt aus dem Jahr 1707. Wesentlich jünger ist ein Bildstock mit einem Relief des Heiligen Urban im Nordosten des Dorfes, der aus dem Jahr 1873 stammt.